# Cornelis Buys II
Cornelis Cornelisz. Buys II (ca. 1500 - Alkmaar, 1545 of begin 1546) was een Nederlands kunstschilder.

## Leven en werk
Hij was mogelijk de zoon van Cornelis Buys I, van wie hij hypothetisch wordt onderscheiden op basis van gevonden gegevens en stijl van schilderen. Buys II was waarschijnlijk een leerling van zowel zijn vader als van Jan van Scorel (volgens Buchel een leerling van Buys I, volgens Van Mander een leerling van Jacob Cornelisz. van Oostsanen) en mogelijk ook van zijn oom Jacob Cornelisz. van Oostsanen. Hij ging verder met de stijl van Van Scorel, maar gebruikte een hardere stijl van schilderen. Zijn familierelatie met Van Oostsanen komt naar voren in het enige schilderij waaraan zijn naam wordt gekoppeld; Rebekka bij de bron. Dit werk draagt zijn initialen 'C B' en het monogram van de familie van Van Oostsanen ('VW'). Dit vormde de basis waarop Hoogewerff en later De Vries (1987) een aantal schilderijen aan hem hebben toegeschreven, waaronder Het Laatste Avondmaal en Jacob verlaat Laban. Deze schilderijen lijken met name qua landschap op die van Jan van Scorel, maar hebben een eigen stijl; redelijk effen en harder met veel oog voor detail.
Buys II was waarschijnlijk de Cornelis Buys die voor het eerst wordt genoemd in de Alkmaarse archieven tussen 1516 en 1519. Rond 1521 moet hij zijn getrouwd met Katrijn Ghijsbertsdr., daar hij in dat jaar wordt genoemd in verband met de terugbetaling van een schuld van haar en haar zus Bartte. Hij kreeg met haar twee zonen, Cornelis and Gijsbert. Beiden gingen als kunstenaars in de leer bij hun vader. In 1521 kreeg Buys II bovendien een leerling genaamd Henrick Adriaensz. Van geen van deze drie leerlingen zijn werken overgeleverd.
Tussen 1538 en 1542 werkte hij aan het raamwerk van Heemskercks altaarstuk van de Sint-Laurenskerk. Hij overleed kort na zijn vrouw en werd samen met haar in de Sint-Laurenskerk begraven.

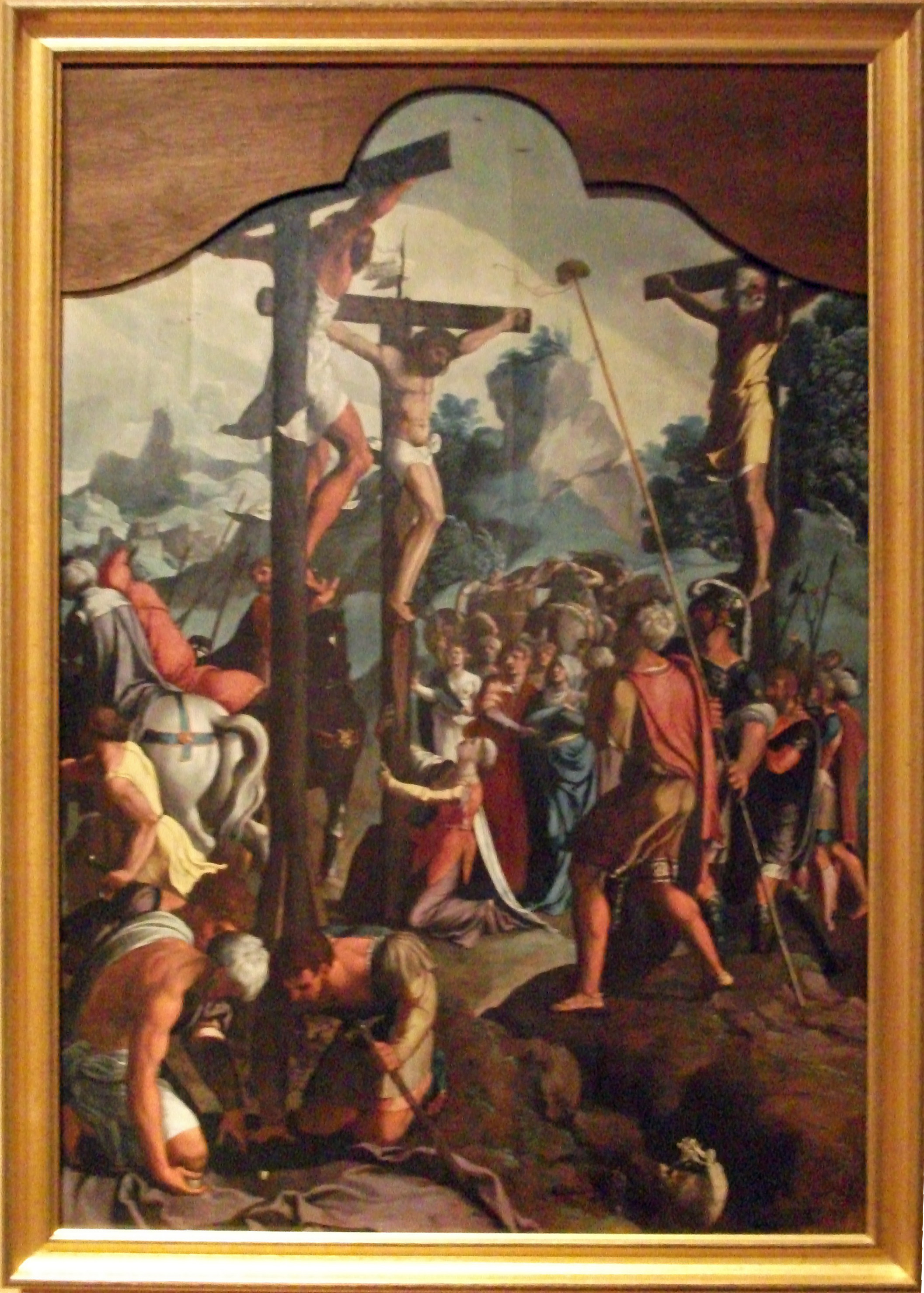